# Hällträskskogen
Hällträskskogen är ett naturreservat i Piteå kommun i Norrbottens län.
Området är naturskyddat sedan 2001 och är 0,1 kvadratkilometer stort. Reservatet omfattar en norrsluttning flera öar och skär i Bondöfjärden utanför Piteå havsbad. Reservatet består av granskog med en lövträd och sumpskog.